# Benjamin Sisko
Benjamin Lafayette Sisko je fiktivní osoba velitele vesmírné stanice Deep Space Nine ze světa Star Treku. V TV seriálu roli sehrál herec a profesor Avery Brooks.

## Životopis
Sloužil jako nadporučík na hvězdné lodi Saratoga v roce 2367, když byla Federace napadena borgskou lodí, na níž byl na čas asimilovaný kapitán Jean-Luc Picard. Při útoku přišel Sisko o manželku Jennifer Siskovou, zachránil jen syna.
V dalším období Sisko na vesmír zanevřel a hledal možnosti, jak se vrátit na Zemi. Nedařilo se mu to, byl nějaký čas v planetární službě na Marsu, i zde byl kvůli příliš častému střídání rodin nespokojen.
O tři roky později byl Sisko jmenován komandérem vesmírné stanice Deep Space Nine, kterou převzala od Cardassijské unie Spojená federace planet zastoupená kapitánem Enterprise Jean-Luc Picardem. Stanice se nalézala u planety Bajor. Na stanici byl spolu s ním syn Jake, měňavec Odo, Major Kira z Bajoru, O'Brien z Enterprise, Ferengové Quark a jeho bratr Rom se synem Nogem a další. Už kvůli vzpomínce na úlohu Picarda, svou ženu a při vědomí samoty syna místo původně odmítl. Pak se mu podařilo navázat kontakty s Bajorany, nalézt červí díru, osvědčil se jako velitel při útoku Cardassianů, jeho syn si našel kamaráda a tak Sisko jmenování komandérem stanice přijal.
Velel zde tři roky a vrátil se dočasně na Zemi do funkce velitele bezpečnosti Hvězdné flotily, později se vrátil na Deep Space Nine a roku 2375 se podruhé oženil (manželka Kasidy Yates). Vzápětí poté zmizel, přidal se k rase Proroků, tvůrců blízké červí díry.

## TV seriál
Postava Benjamina Siska se vyskytuje v třetím ze seriálů o světě Star Treku známou pod názvem Stanice Deep Space Nine. Na obrazovky v USA se dostala v roce 1993, v Česku o rok později. Je uvedena poprvé v knize Vyslanec, které je knižním přepisem prvních dvou TV epizod seriálu. V USA byla uvedena na knižní trh v roce 1993, v České republice roku 2002.